# Gullabo distrikt
Gullabo distrikt är ett distrikt i Torsås kommun och Kalmar län. Distriktet ligger väster om Torsås. 

## Tidigare administrativ tillhörighet
Distriktet inrättades 2016 och utgörs av socknen Gullabo i Torsås kommun.
Området motsvarar den omfattning Gullabo församling hade 1999/2000.